# Hough-Gletscher
Der Hough-Gletscher ist ein 16 km langer Gletscher im westantarktischen Ellsworthland. In den Doyran Heights im südöstlichen Teil der Sentinel Range im Ellsworthgebirge fließt er in ostsüdöstlicher Richtung südlich des Mount Tuck zwischen dem Guerrero- und dem Remington-Gletscher.
Der United States Geological Survey kartierte ihn anhand eigener Vermessungen und Luftaufnahmen der United States Navy aus den Jahren von 1957 bis 1959. Das Advisory Committee on Antarctic Names benannte ihn 1961 nach dem US-amerikanischen Ionosphärenphysiker William Sigourney Hough (* 1924), der 1957 auf der Amundsen-Scott-Südpolstation tätig war.